# ميغلومين

## الاستخدام الصيدلاني
إن الميغلومين أساس عضوي يُستخدم في تحضير أملاح منحلة للحموض العضوية اليودية Iodinated organic acid التي تُستخدم من أجل وسط أشعة X المتباين Contrast media .

## التأثير على صحة الجسم
تُستخدم هذه المادة بشكل واسع في المستحضرات الصيدلانية الحقنية و تُعتبر بشكل عام غير سامة ضمن الحدود التي تُستخدم فيها كسواغ و تبلغ نصف الجرعة المميتة عند الفئران لدى لحقن ضمن البريتوان 1.68 غ/كغ .

## سلامة الاستعمال
يجب التعامل مع هذه المادة في بيئة جيدة التهوية والحذر من وصول هذه المادة إلى العينين كما يُنصح بارتداء القفازات ويمكن أن يحصل انفجار لدى امتزاج غبار الميغلومين مع الهواء.

## التنافرات
يتنافر مع الألمينيوم ، النحاس ، الحموض المعدنية و المواد المؤكسدة .